# كارل أوقست هنري إريكسون
كارل أوقست هنري إريكسون (بالفنلندية: Henry Ericsson)‏ هو رسام فنلندي، ولد في 6 فبراير 1898 في ميكيلي في فنلندا، وتوفي في 16 أكتوبر 1933 في بورفو في فنلندا.